# Лемкулен
Лемкулен (нім. Lehmkuhlen) — громада в Німеччині, розташована в землі Шлезвіг-Гольштейн. Входить до складу району Плен. Складова частина об'єднання громад Прец-Ланд.
Площа — 31,23 км2. Населення становить 1319 ос. (станом на 31 грудня 2020).

## Галерея

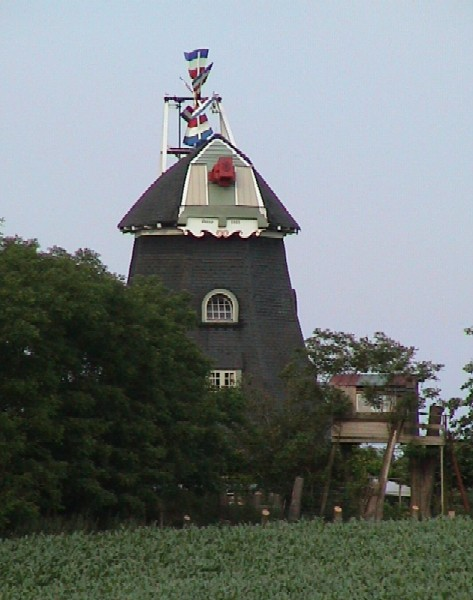
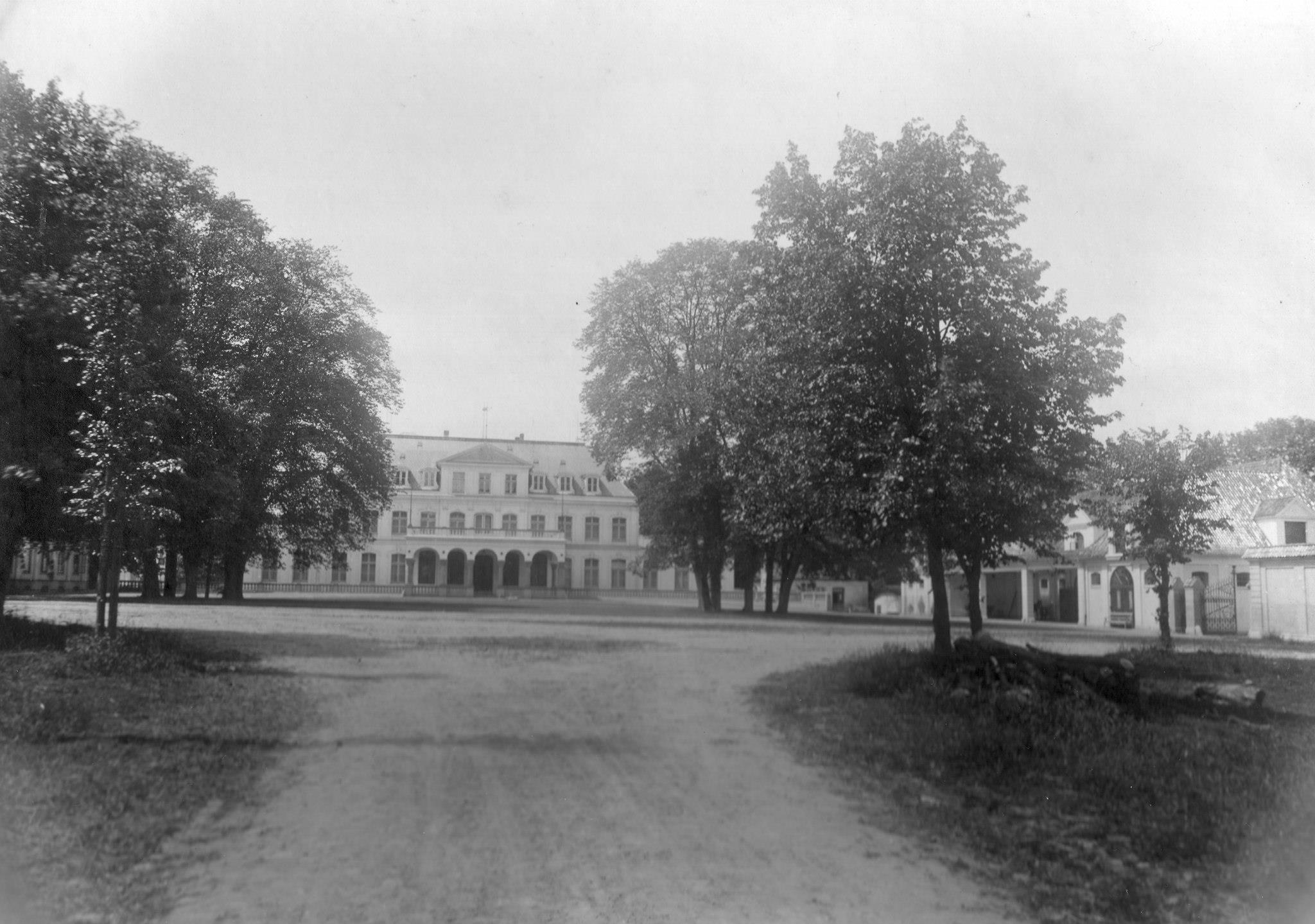
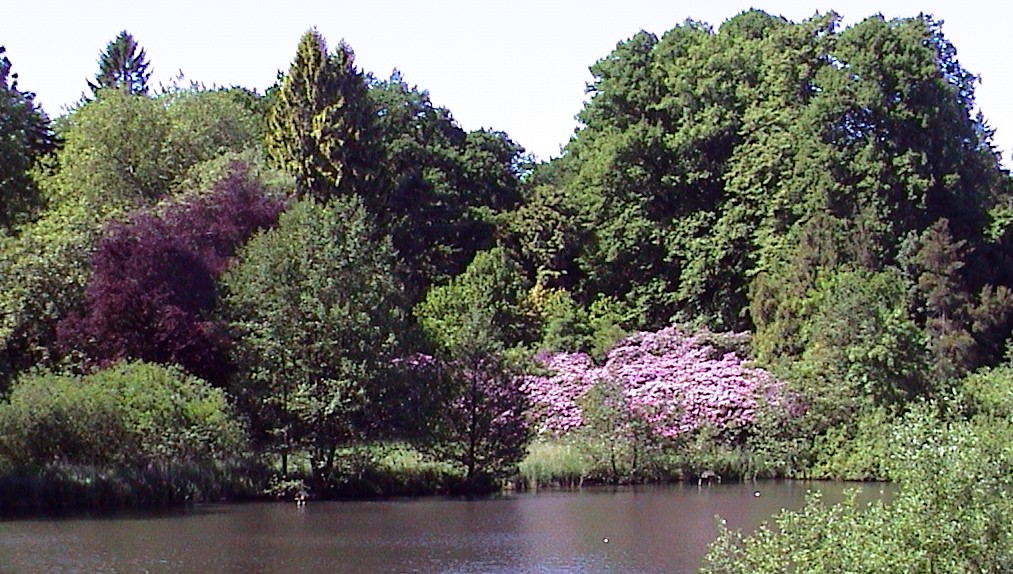
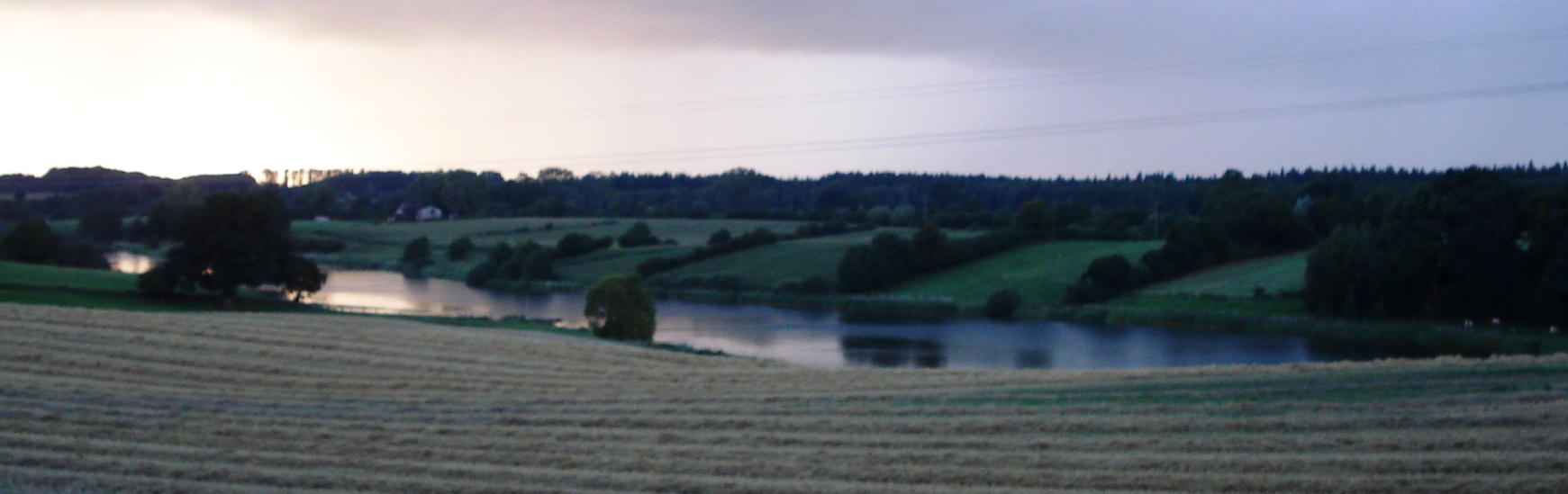